# Stronkmier
De stronkmier (Formica truncorum) is een mierensoort uit de onderfamilie van de schubmieren (Formicinae). De wetenschappelijke naam van de soort is voor het eerst geldig gepubliceerd in 1804 door Fabricius.

## Verspreiding
Voor Nederland is een soortbeschermingsplan opgesteld tot behoud van deze zeldzame mier.